# 冠岳山站
冠岳山站（：／ Gwanaksan yeok */?）副站名首爾大學，是首爾輕電鐵新林線的終點車站，位於韓國首爾特別市冠岳區新林洞。

## 車站結構
站體為2面2線側式月台的地下車站，候車月台設有月台幕門，僅有1處出口。

### 月台配置
| 首爾大學創投城 ↑ |
| \| 上            |
| 起終點站         |

| 月台 | 路線              | 目的地                       |
| ---- | ----------------- | ---------------------------- |
| 上行 | ●首爾輕電鐵新林線 | 新林、波拉美、大方、賽江方向 |
| 下行 | ●首爾輕電鐵新林線 | 本站起終着                   |

## 歷史
- 2021年2月7日：站名決定為冠岳山站（관악산역）。
- 2021年9月16日：決議增設副站名首爾大學（서울대）[1]。
- 2022年5月28日：開通啟用。

## 車站周邊
- 江南循環路（朝鲜语：강남순환로）
- 交流道公園
- 青龍山
- 冠岳山
- 冠岳中央圖書館
- 首爾大學
- 三聖高校
- 新林中學
- 三成中學
- 首爾三成初等學校
- 首爾產業情報學校

## 圖片

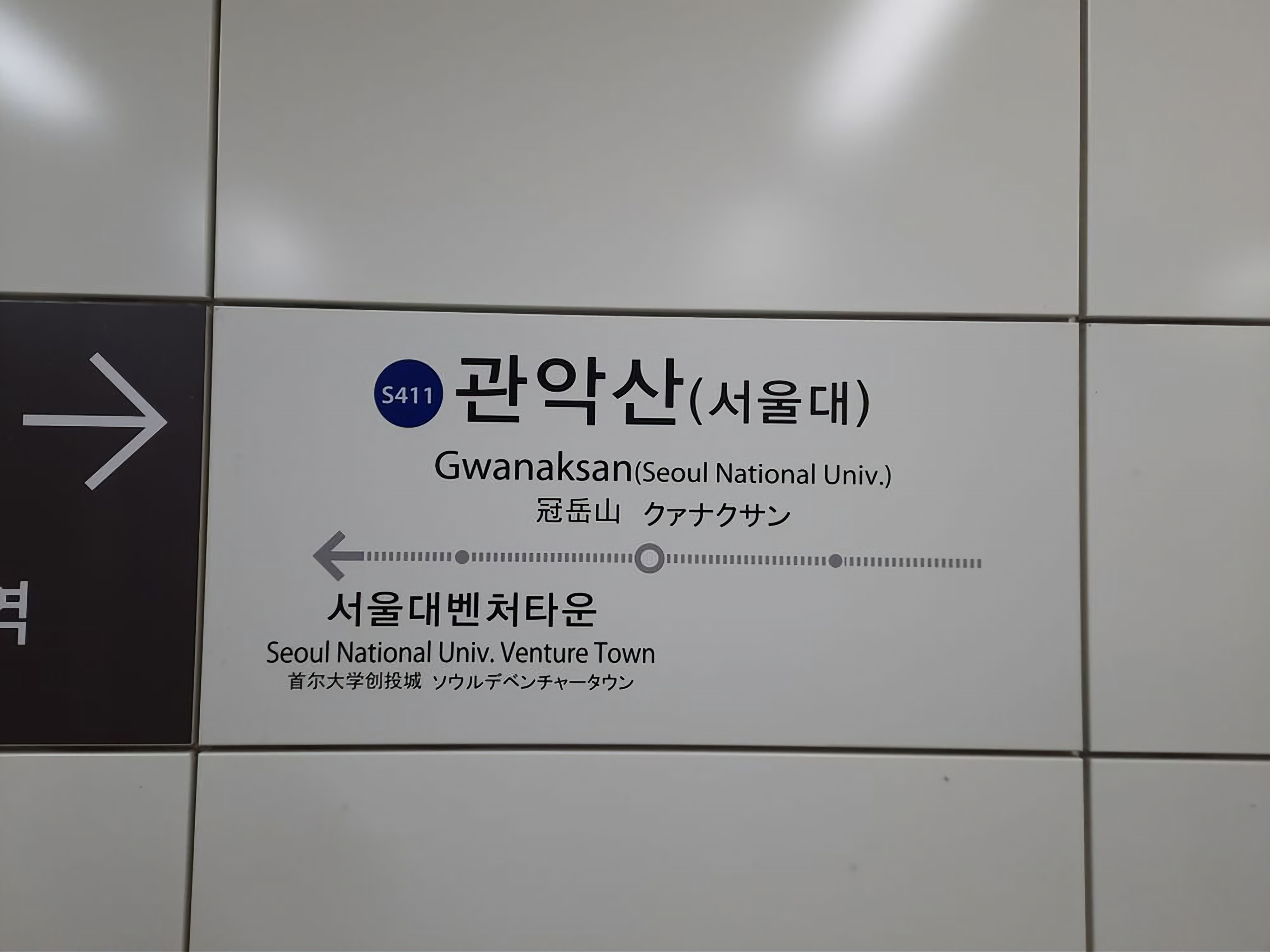
站名牌
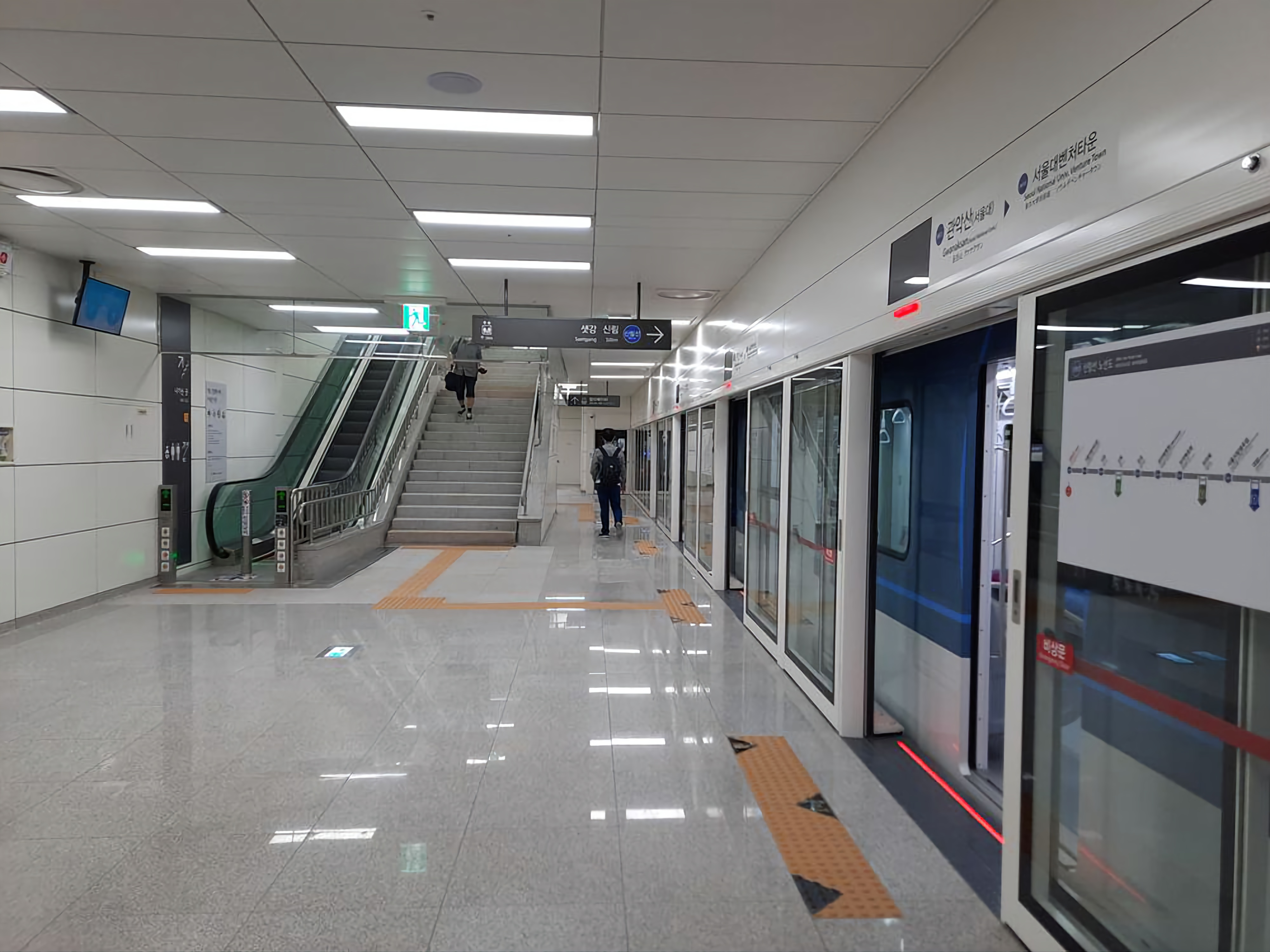
候車月台
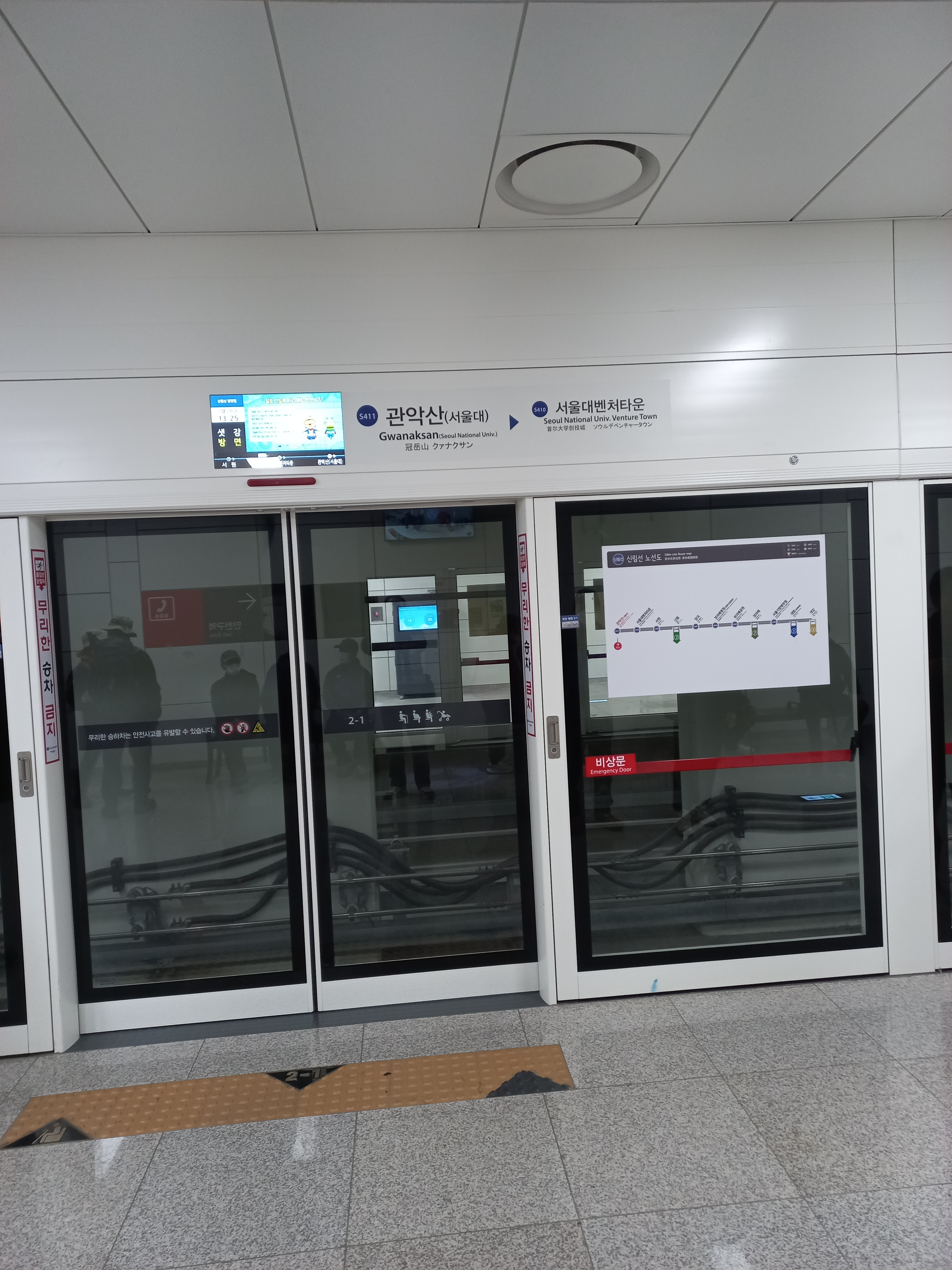
月台門

## 相鄰車站
南首爾輕電鐵
●首爾輕電鐵新林線
首爾大學創投城（S410） －冠岳山（S411）